# Niels Rode
Niels Cornelis Rode (også Roode, født 1732 (ell. 1743) i København, død 1794 i Leyden) var en dansk kunstmaler, elev af Johann Georg Ziesenis i Haag og var bosat i byen, fra 1770 medlem af Pictura-Selskabet, og i Leyden. Han malede portrætter o. a. (i Amsterdams Rijksmus. »Het Huis Nieuw Teylingen«), i Haags Stadshus en Portrætgruppe.
- Huis Nieuw Teylingen
- Juliana de Lannoy